# Đương đầu với thử thách 4
Đương đầu với thử thách 4 (tựa gốc: Live Free or Die Hard; tựa đề ngoài Bắc Mỹ: Die Hard 4.0) là một bộ phim điện ảnh hành động của Mỹ năm 2007, đồng thời là phần thứ tư trong loạt phim Die Hard. Phim do Len Wiseman đạo diễn và có sự tham gia của Bruce Willis trong vai John McClane. Tựa đề phim chuyển thể từ khẩu hiệu bang New Hampshire "Live Free or Die".

## Nội dung
Đối phó với sự cố máy tính bị xâm nhập tại Bộ phận An ninh mạng bằng cách truy bắt các hacker hàng đầu, cơ quan FBI, do Phó Giám đốc Miguel Bowman chỉ huy, đã yêu cầu Thám tử NYPD John McClane đến New Jersey để bắt hacker Matthew Farrell. McClane đến đúng lúc để cứu Farrell thoát khỏi nhóm sát thủ được cử đến bởi Mai Linh, người yêu của Thomas Gabriel và cũng đang cùng hắn thực hiện âm mưu khủng bố.
Trên đường đến Washington, D.C., Farrell nói với McClane rằng anh đã viết một thuật toán cho Linh để bẻ khóa một hệ thống bảo mật cụ thể cho mục đích mũ trắng. Trong khi đó, Gabriel ra lệnh cho nhóm hacker của mình tiếp quản mạng lưới giao thông và thị trường chứng khoán, đồng thời phát thông điệp đe dọa đến chính phủ Hoa Kỳ. Farrell nhận ra đây là bước khởi đầu của một cuộc "bán lửa" (fire sale), một cuộc tấn công mạng được thực hiện để vô hiệu hóa cơ sở hạ tầng của nước Mỹ. Khi McClane và Farrell được đưa đến trụ sở DHS, Linh, đóng giả người điều phối, chuyển hướng họ vào một cuộc tấn công của máy bay trực thăng. McClane chống lại bọn khủng bố và phá hủy chiếc trực thăng.
McClane hỏi Farrell động thái tiếp theo của Gabriel là gì. Farrell suy luận rằng mục tiêu tiếp theo của Gabriel là lưới điện, vì vậy họ đến một nhà máy điện ở West Virginia. Họ thấy nhà máy đang được kiểm soát bởi một đội do Linh dẫn đầu. McClane giết bọn khủng bố. Sau một hồi giằng co với McClane, Linh chết do rơi xuống hố thang máy.
Trong khi Farrell đang sử dụng máy tính trung tâm để làm chậm thiệt hại gây ra, anh có thể theo dõi Gabriel và tải hình ảnh của hắn lên. Sau đó, anh gửi nó cho Bowman tại cơ quan FBI. McClane bị sốc khi biết Bowman và Gabriel từng làm việc cùng nhau tại Bộ Quốc phòng Hoa Kỳ. Gabriel là lập trình viên trưởng về bảo mật cơ sở hạ tầng. Hắn đã cảnh báo cấp trên về những điểm yếu khiến cơ sở hạ tầng mạng của Mỹ dễ bị tác động bởi chiến tranh mạng, nhưng hắn đã bị phớt lờ và bị sa thải, và bây giờ hắn tìm cách trả thù. Tức giận trước cái chết của Linh, Gabriel chuyển hướng một lượng lớn khí đốt tự nhiên đến nhà máy điện để giết McClane và Farrell, nhưng họ đã chạy thoát.
McClane và Farrell sau đó lái chiếc trực thăng đến nhà của siêu hacker Frederick "Warlock" Kaludis ở Baltimore. Warlock xác định đoạn mã Farrell viết cho Linh như một phương tiện để truy cập dữ liệu tại một tòa nhà của Sở An sinh Xã hội ở Woodlawn, Maryland. Nhờ sử dụng traceroute, Warlock xác định được vị trí của Gabriel.
Tòa nhà Woodlawn thực chất là một cơ sở của NSA nhằm sao lưu hồ sơ cá nhân và tài chính của quốc gia trong trường hợp xảy ra một cuộc tấn công mạng và do chính Gabriel thiết kế. Cuộc tấn công cơ quan FBI đã kích hoạt việc tải xuống dữ liệu tài chính vào Woodlawn, dữ liệu mà Gabriel định đánh cắp. Trong khi đó, theo lệnh của Gabriel, một thuộc hạ của hắn giết nhóm hacker sau khi họ đã hết giá trị lợi dụng. Gabriel biết được vị trí của Lucy, con gái của McClane, sau đó bắt cóc cô.
McClane và Farrell đến cơ sở Woodlawn. Farrell tìm thấy máy chủ chính của cơ sở và mã hóa dữ liệu mà thuộc hạ của Gabriel đã tải xuống trước khi bị bắt. Gabriel sau đó bắt Farrell và Lucy đi theo khi hắn tẩu thoát. McClane đuổi theo bọn khủng bố, cướp xe tải của chúng. Truy cập vào hệ thống liên lạc của một máy bay F-35B Lightning II, Gabriel ra lệnh cho phi công tấn công chiếc xe tải mà McClane đang lái, nhưng chiếc máy bay đã bị phá hủy do các mảnh vỡ rơi trúng. McClane sống sót và thấy xe của Gabriel vào một nhà chứa máy bay gần đó.
Gabriel yêu cầu Farrell giải mã dữ liệu tài chính. Khi anh từ chối, Gabriel bắn vào đầu gối anh và đe dọa sẽ giết Lucy. McClane đến, giết hai thuộc hạ của Gabriel, nhưng ông bị bắn vào vai bởi Emerson, tên thuộc hạ cuối cùng. Gabriel đứng phía sau McClane, đặt nòng súng vào vết thương trên vai ông. McClane bóp cò súng của tên khủng bố. Viên đạn xuyên qua vai McClane và trúng ngực Gabriel, giết chết hắn. Farrell lấy một khẩu súng ngắn và giết Emerson khi lực lượng FBI ập đến. McClane cảm ơn Farrell vì đã cứu mạng Lucy.